# Otholobium foliosum
Otholobium foliosum là một loài thực vật có hoa trong họ Đậu. Loài này được (Oliv.) C.H.Stirt. miêu tả khoa học đầu tiên.